# Afsluitdijk
L'Afsluitdijk, (en français « Digue de fermeture », API: /’ɔ:slüdik/), est une digue de grande taille — 32 km — située aux Pays-Bas, construite entre 1927 et 1933 et reliant Wieringen (province de Hollande-Septentrionale) à Súdwest-Fryslân (province de Frise). Elle est la pièce maîtresse des travaux du Zuiderzee effectués sous la direction de l'ingénieur Cornelis Lely, à l'époque ministre des Transports et des Aménagements hydrauliques. Au sens strict du terme, il ne s'agit pas d'une digue mais d'un barrage, puisque le niveau des eaux diffère de chaque côté.

## Description

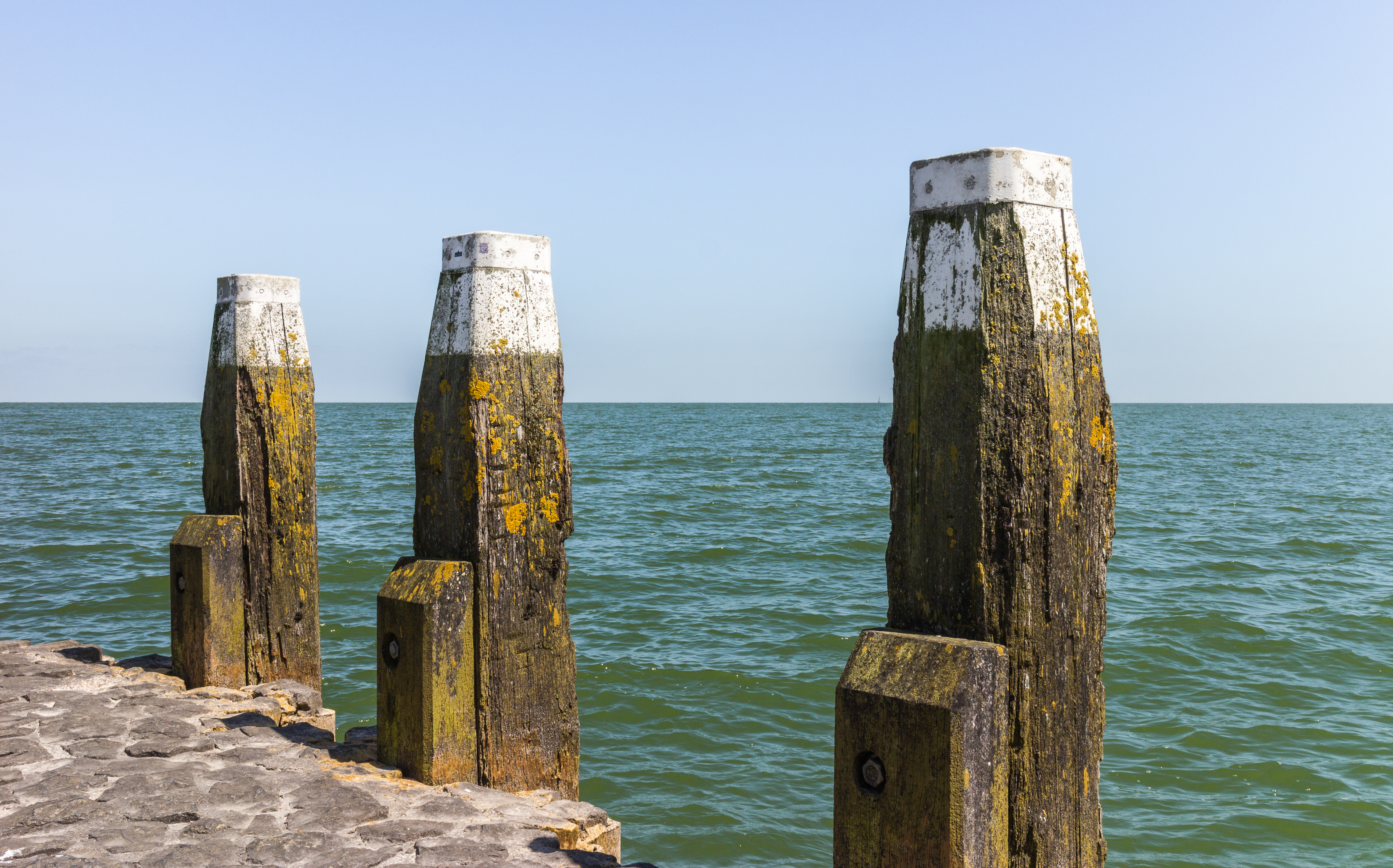
Un monument sur Afsluitdijk. Juin 2019.

L'ouvrage a une longueur de 32 km pour une largeur de 90 m (180 m sous l'eau) et une altitude de 7,25 m. Cette digue ferme le Zuiderzee, un ancien golfe de la mer du Nord, et l'a transformé en une étendue d'eau douce dénommée depuis l'IJsselmeer. En plus de sa fonction hydraulique, elle accueille aussi l'autoroute (A7-E22) reliant la province de Hollande-Septentrionale à la Frise. Celle-ci ne se trouve pas au sommet de la digue, ceci pour limiter les effets du vent sur les véhicules, si bien que la mer des Wadden située sur son côté nord, n'est pas visible de la chaussée ; toutefois un poste d'observation, donnant une vue globale sur les deux étendues d'eau, a été construit au milieu de l'ouvrage. 
Aux deux extrémités de la digue, des systèmes d'écluses permettent le passage de bateaux. Elles sont accompagnées de vannes qui aident à décharger périodiquement vers la mer des Wadden le surplus d'eau du lac, tant apporté par les rivières (en particulier l'IJssel) que celle pompée dans les polders : 
- le complexe de Den Oever à l'ouest, inclut la Stevinsluizen (« écluse Stevin ») et trois séries de cinq vannes de décharge ;
- l'autre complexe situé sur l'île de Kornwerderzand à l'est, comprend la Lorentzsluizen (« écluse Lorentz ») et deux séries de cinq vannes, pour un total de 25 vannes de décharge.

L'ouvrage n'est pas en ligne droite. Un léger coude peut être remarqué à l'est. Ceci est fait pour faciliter l'écoulement des eaux à travers la Lorentzsluizen.

## Construction

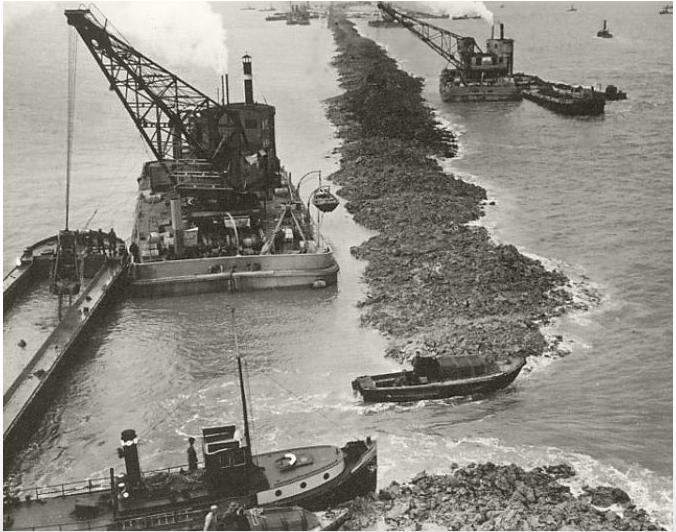
Construction de la digue.

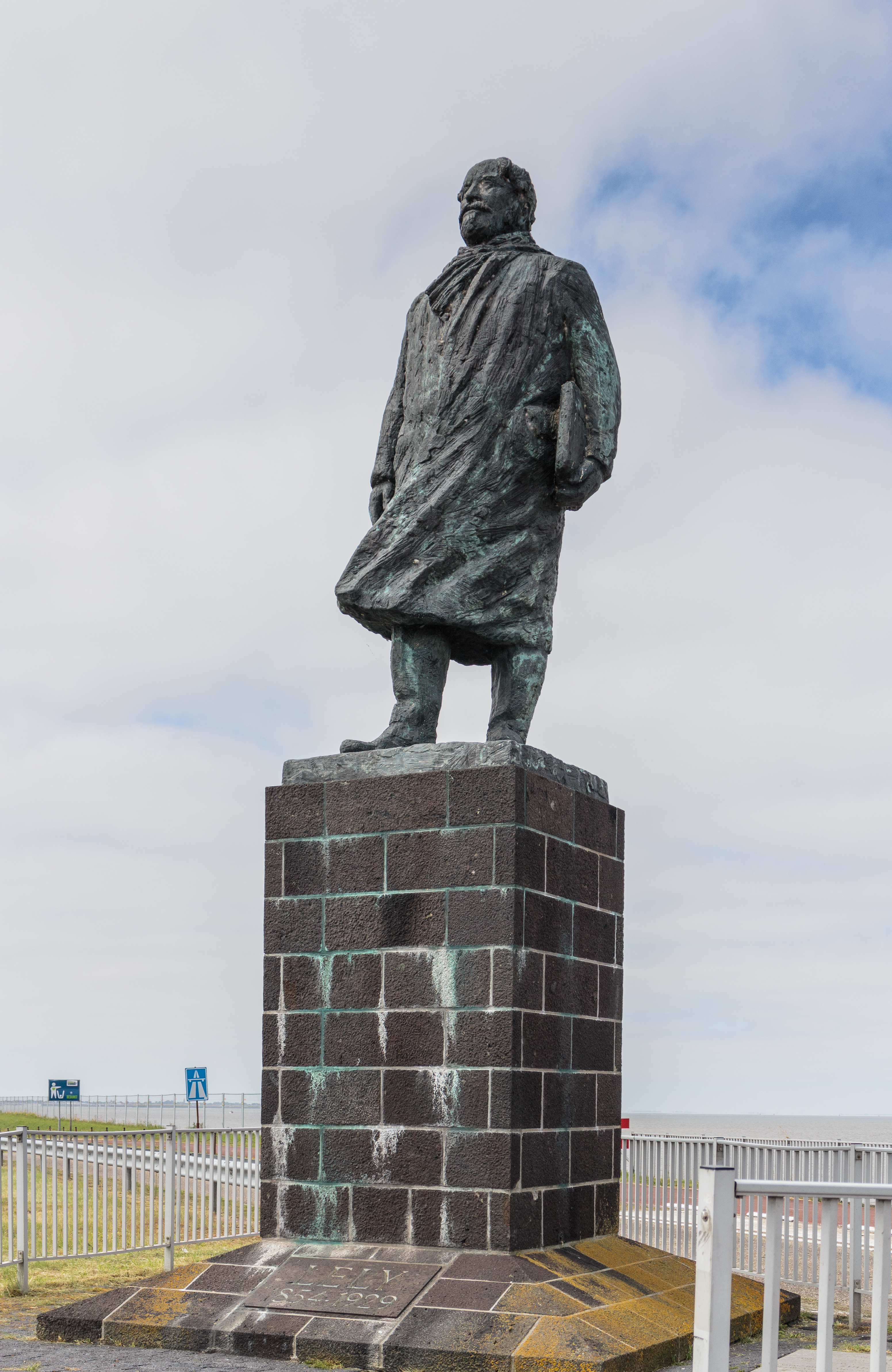
Statue de Cornelis Lely, (œuvre de Mari Andriessen inaugurée en 1954) et déplacée au lieu-dit le Vlieter.

De précédentes expériences avaient montré que le till (argile glaciaire), mieux que simplement du sable ou de l'argile, était le meilleur matériau pour une structure de terre telle que l'Afsluitdijk, avec l'avantage supplémentaire d'être abondant à proximité, pouvant être aisément extrait en draguant les fonds du Zuiderzee. Le travail fut entamé en quatre endroits : de chaque côté de la côte, et à partir de deux îles artificielles (Kornwerderzand et Breezand) dans l'alignement de la future digue.
À partir de ces points de construction, la digue fut érigée progressivement par les bateaux apportant le till dans la mer en deux lignes parallèles. Du sable fut dès lors apporté entre ces deux digues, et fut recouvert d'une autre couche de till quand l'ouvrage commença à émerger. Il fut alors renforcé par des blocs de basalte et des pieux de saule enfoncés à la base. La digue put dès lors être terminée en ajoutant d'autres couches de sable et d'argile, pour être finalement recouverte de végétation.
Au début, la construction progressa plus vite que prévu. Mais à trois endroits, des fosses provoquant des courants de marées donnèrent des inquiétudes et furent même considérés comme une difficulté majeure. Puis il apparut que celle-ci pouvait être surmontée. Mais au moment de clôturer complètement l'ouvrage des courants se formèrent et plusieurs fois de suite il fallut attendre la marée suivante. « Le Zuiderzee ne voulait pas mourir » dira-t-on. Le 28 mai 1932, deux ans plus tôt que prévu, le Zuiderzee cessa d'exister quand au lieu-dit du Vlieter la dernière ouverture fut obstruée par un bloc de till. L'IJsselmeer était né. Il était encore fait d'eau de mer mais celle-ci sera progressivement remplacée par de l'eau douce les années suivantes.

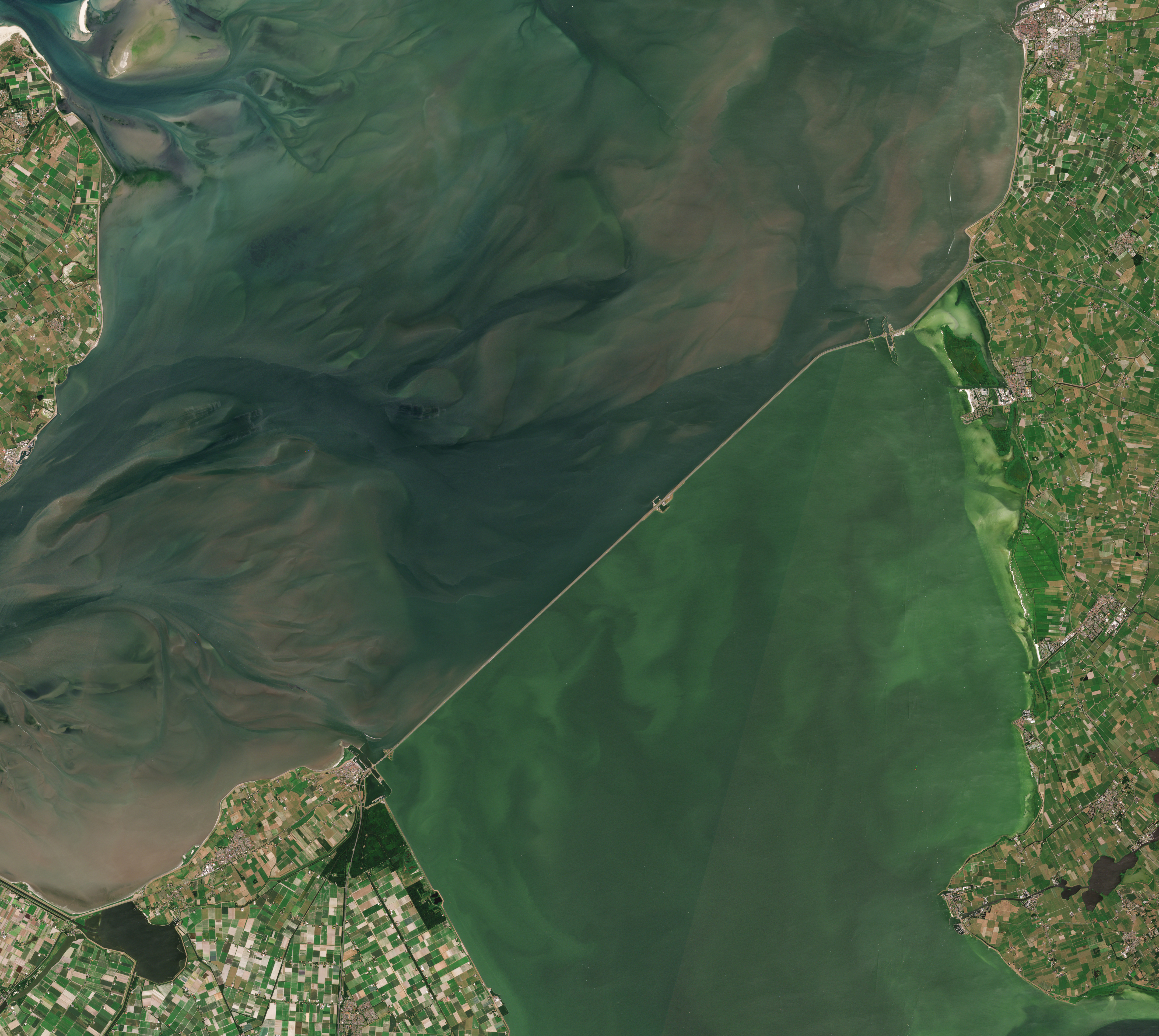
Image satellite, 2018

La digue elle-même n'était pas encore terminée, puisqu'elle devait encore être surélevée à la hauteur requise, et la route reliant Frise et Hollande septentrionale (l'actuelle autoroute A7/E22) devait encore être construite. Ce ne fut que le 25 septembre 1933 que l'Afsluitdijk fut officiellement inauguré, par un monument indiquant l'endroit où la digue avait été fermée. On estime à 23 millions de m3 le volume total de sable et 13,5 millions de m3 de till utilisés, et une moyenne de 4 à 5 000 travailleurs employés en permanence pour cet ouvrage, emploi pour eux bienvenu en cette époque de la Grande Dépression.

## Seconde Guerre mondiale
Pendant la Seconde Guerre mondiale s'est déroulée la bataille de l'Afsluitdijk. Les Allemands ont essayé en vain de prendre la digue pour pouvoir entrer dans Amsterdam par le nord de la Hollande mais leurs obusiers furent pris sous le feu d'un navire de la marine néerlandaise qui stationnait au large. La digue tombera de facto aux mains des Allemands lors de la signature de l'armistice et la reddition de l'armée des Pays-Bas.

## Rénovation
En 1998, il apparaît que la capacité des écluses n'est plus suffisante. En 2001, des recherches débutent afin de déterminer le meilleur emplacement pour un troisième complexe nécessaire en raison du niveau des mers, des affaissements de terrain et d'approvisionnement accru de l'eau à travers la rivière IJssel.
En 2003, la construction est retardée de cinq ans à cause de problèmes de financement. Les nouvelles écluses devraient être en service jusqu'en 2050.
Selon la ministre des Transports Karla Peijs en 2006, après 75 ans de service, le barrage a besoin d'une rénovation importante. La digue est trop faible, les pentes ne sont pas suffisantes pour résister à l'érosion et les écluses ne répondent plus aux normes actuelles.
Une rénovation s'impose ainsi que sur un bon nombre d'autres digues, barrages et écluses. Elle affecte environ un quart des 3 000 km de digues aux Pays-Bas.
Le 24 mai 2007, le gouvernement annonce des travaux d'une durée de 15 ans, en commençant par la remise en état du barrage, pour un montant évalué à 1,8 milliard d'euros.
Le 1er novembre 2007, le journal Noordhollands Dagblad a même écrit que sur la digue une usine pilote pourrait produire de l'énergie osmotique en utilisant le mélange d'eau salée et d'eau douce, à partir du principe d'électrodialyse inverse.

## Anecdote
Au milieu de l'Afsluitdijk se trouve le hameau de Breezanddijk, comportant une seule habitation, avec un code postal unique de quatre chiffres (8766).